# Jazz Festival Zürich
Das Jazz Festival Zürich war ein zwischen 1951 und 1992 jährlich in Zürich stattfindendes Musikfestival. Gegründet als Schweizer Amateur Jazz Festival Zürich, wurde es ab 1961 als Internationales Amateur Jazz Festival Zürich weitergeführt, ab 1971 dann als Internationales Jazz Festival Zürich.

## Geschichte
Das Festival wurde von 1951 bis 1970 im Kino Urban veranstaltet, von 1971 bis 1973 im benachbarten Corso-Theater. Initiator war der Werbefachmann André Berner, Sohn des Schweizer Jazzpioniers Ernest Berner. Die Veranstaltung, die zum ersten Mal zwischen dem 10. und 15. September 1951 durchgeführt wurde, fand kurioserweise als Vorprogramm zu den Kinovorführungen statt; das erleichterte die Finanzierung der Veranstaltung und wurde bis zum Jahr 1969 in dieser Form beibehalten, obwohl die Musik rasch die Hauptattraktion wurde und die Filmvorführungen zugleich an Bedeutung verloren. Aufgrund der günstigen Eintrittspreise bot das Festival dem Publikum die damals einmalige Gelegenheit, Musiker aus der ganzen Schweiz zu hören.
Ins Festival war ein Wettbewerb von Amateurgruppen und -musikern integriert, der sowohl für den „alten Stil“ als auch für den „modernen Stil“ (der zunächst Swing bedeutete; von einem Auftritt Flavio Ambrosettis abgesehen traten erst seit 1954 Bands des Modern Jazz auf) durchgeführt wurde. Fünf Mitglieder der Jury, die die Musiker und Bands jeweils aufgrund von nur zwei Stücken beurteilten, waren von 1951 bis 1970 dabei (Francis Burger, Walo Linder, Jan Slawe, Harry Pfister und Arthur Goepfert).
1954 waren erstmals Losentscheide erforderlich, um die teilnehmenden Bands auszuwählen. Ab 1957 fanden regionale Vorentscheide in Basel, Luzern und Winterthur statt. Für eine musikalische Kontinuität während der ersten Festival-Dekade sorgten die New Orleans Wild Cats aus Neuenburg. Ein Höhepunkt in den frühen 1960er Jahren waren die Auftritte des Orchestre Henri Chaix. Berufsmusiker durften auf dem Festival nur „außer Konkurrenz“ (also jenseits des Wettbewerbs) auftreten; 1969 war bereits ein Viertel der Bands aus dem Profi-Lager, und sie übernahmen ab 1971 das Festival.
Ab 1960 erschien bis 1972 jährlich ein Album, das Höhepunkte des Festivals dokumentierte, zunächst bei Ex Libris, 1969 dann auf dem Label Heco; mit der veränderten Konzeption des Festivals wurde MPS gewonnen. Zehn Jahre nach Gründung öffnete sich das Festival, das sich zunächst als Leistungsschau des Schweizer Jazz begriff, auch gegenüber internationalen Bands. Seit 1968 spielten dort auch Gruppen aus dem Bluesrock und dem Pop-Jazz. Dabei kam es auch zu spontanen Fusionen: So jammte 1971 Alexis Korner mit den Musikern von Chris McGregors Brotherhood of Breath. 1971 spielten auch Weather Report und Osibisa, 1972 Chick Corea auf dem Festival. George Gruntz, der seit dem ersten Festival immer wieder aufgetreten war, organisierte ab 1971 eine Workshop-Band, die unter dem Titel Festival All Stars auftrat – die Keimzelle von dem, aus dem später seine Concert Jazz Band entstand.
1973 fand das Festival zum letzten Mal unter der Leitung von André Berner statt, der in den letzten Jahren von Bruno Spoerri unterstützt wurde. 1974 fiel das Festival aus, um dann ab 1975 unter Kollektivleitung organisiert zu werden. In den letzten Jahren des Festivals gab es auch thematische Schwerpunkte; so wurde 1989 die Jazzszene der UdSSR vorgestellt (die 4-CD-Box, die den Festivalschwerpunkt dokumentierte, erhielt im Down Beat die Höchstwertung von 5 Sternen).

## Diskographie (Auswahl)
- Verschiedene Musiker Amateur Jazz Festival Zürich: Best of 1954 - 68 (DRS, mit den Tremble Kids, den Darktown Strutters, Raymond Court, Umberto Arlati, Francis Notz u. a.)
- Verschiedene Musiker Zurich Jazz Festival 1970 (MPS, mit Metronome Quintett, Raymond Droz, Aladár Pege, Dave Pike Set, Dizzy Reece, George Gruntz u. a.)
- Old School Band Jazz Festival Zürich 1970 (Evasion Disques, 1970)
- Verschiedene Musiker Zurich Jazz Festival 1971 (MPS, mit Brian Auger, Kurt Edelhagen, Albert Nicholas, Jazz Q Praha, Maynard Ferguson u. a.)
- Verschiedene Musiker From Europe with Jazz (MPS, 1972; nur Lonely Woman mit George Gruntz und den Zurich International Festival All-Stars)
- World Saxophone Quartet Live In Zurich (Black Saint, 1981)
- Doudou Gouirand World Music Company Chanting & Dancing - Live at Zürich Jazz Festival (Jam, mit  Johnny Dyani, Sangoma Everett, Pierre Dørge, Cheikh Tidiane Fall, 1983)
- Mike Westbrook Westbrook - Rossini – Zurich Live (hat ART, 1986)
- Verschiedene Musiker Conspiracy (Leo Records, mit Valentina Ponomareva, Anatoly Vapirov, Vladimir Tarasov, Askhat Sayfoolin, Aziza Mustafa Zadeh, Misha Alperin, Arkady Shilkloper, Vladimir Chekasin, Jazz Group Arkhangelsk von Vladimir Rezitsky u. a., 1989)